# Павел Върба
Павел Върба (на чешки: Pavel Vrba) е бивш чешки футболист и настоящ треньор.

## Състезателна кариера
През кариерата си играе в Баник Острава, както и в няколко по-малки клуба.

## Треньорска кариера
След като прекратява състезателната си кариера през 1994 г., Върба поема функциите на треньор на отбора на Преров. През 1996 г. става помощник–треньор на Баник Острава. На този пост остава до 2003 г., когато е назначен за старши треньор, но няколко месеца по-късно е уволнен. От 2004 г. работи в Словакия, начело на Матадор Пухов. В началото на сезон 2006/07 поема Жилина, като още през първата си кампания начело извежда новия си тим до шампионската титла.

### Виктория Пилзен
През 2008 г. е назначен за треньор на Виктория Пилзен. В рамките на сезон 2009/10 извежда отбора от Пилзен до триумф в турнира за Купата на Чехия. Това е първият трофей във витрината на отбора. Тези му успехи се оказват достатъчни, за да спечели наградата за Треньор на годината. На следващата година Виктория става шампион на Гамбринус лигата, като тази титла също е спечелена за пръв път. През 2013 г. печели шампионата за 2-ри път, класирайки се за 2-ри път в групите на Шампионската лига. В този международен турнир Виктория завършва на 3-то място в групата си, изхвърляйки от турнира ЦСКА Москва. Срещу Московските армейци е и последният му мач начело на отбора, тъй като е избран от Чешката футболна федерация за треньор на националния отбор.

### Национален отбор на Чехия
В европейските квалификации отборът се представя блестящо, печелейки в групата, в която са още отборите на Холандия, Исландия, Турция, Латвия и Казахстан. На Евро 2016 обаче Чехия претърпява провал, отпадайки в груповата фаза, заради което Върба напуска треньорския пост.

### Анжи Махачкала
След Евро 2016 поема руския Анжи Махачкала, но е уволнен след края на есенния дял поради незадоволителни резултати.

### Виктория Пилзен
След края на сезон 2016/17 се завръща начело на Виктория Пилзен.

## Успехи

### Като треньор
Жилина
- Шампион на Словакия (1): 2006/07
- Носител на Суперкупата на Словакия (1): 2006/07

 Виктория Пилзен
- Шампион на Чехия (2): 2010/11, 2012/13
- Носител на Купата на Чехия (1): 2009/10
- Носител на Суперкупата на Чехия (1): 2011

 Лудогорец (Разград)
- Шампион на България (1): 2019/20